# Catherine Shava
Catherine Shava (Kakamega, 30 giugno 1965) è un'ex cestista keniota.

## Carriera
Con il Kenya ha disputato i Campionati mondiali del 1994.